# Lauda Air
Lauda Air (IATA: NG, ICAO: LDA) fue una aerolínea con sus oficinas centrales en Viena, Austria. Operaba vuelos regulares de ocio y vuelos chárter a destinos vacacionales en Europa, Norteamérica, Caribe y el Sudeste Asiático. Su principal base de operaciones era el Aeropuerto Internacional de Viena. Junto a Austrian Airlines y Austrian Arrows, Lauda Air pertenecía a Lufthansa en un 25% y a Austrian Airlines en un 75%.

## Historia

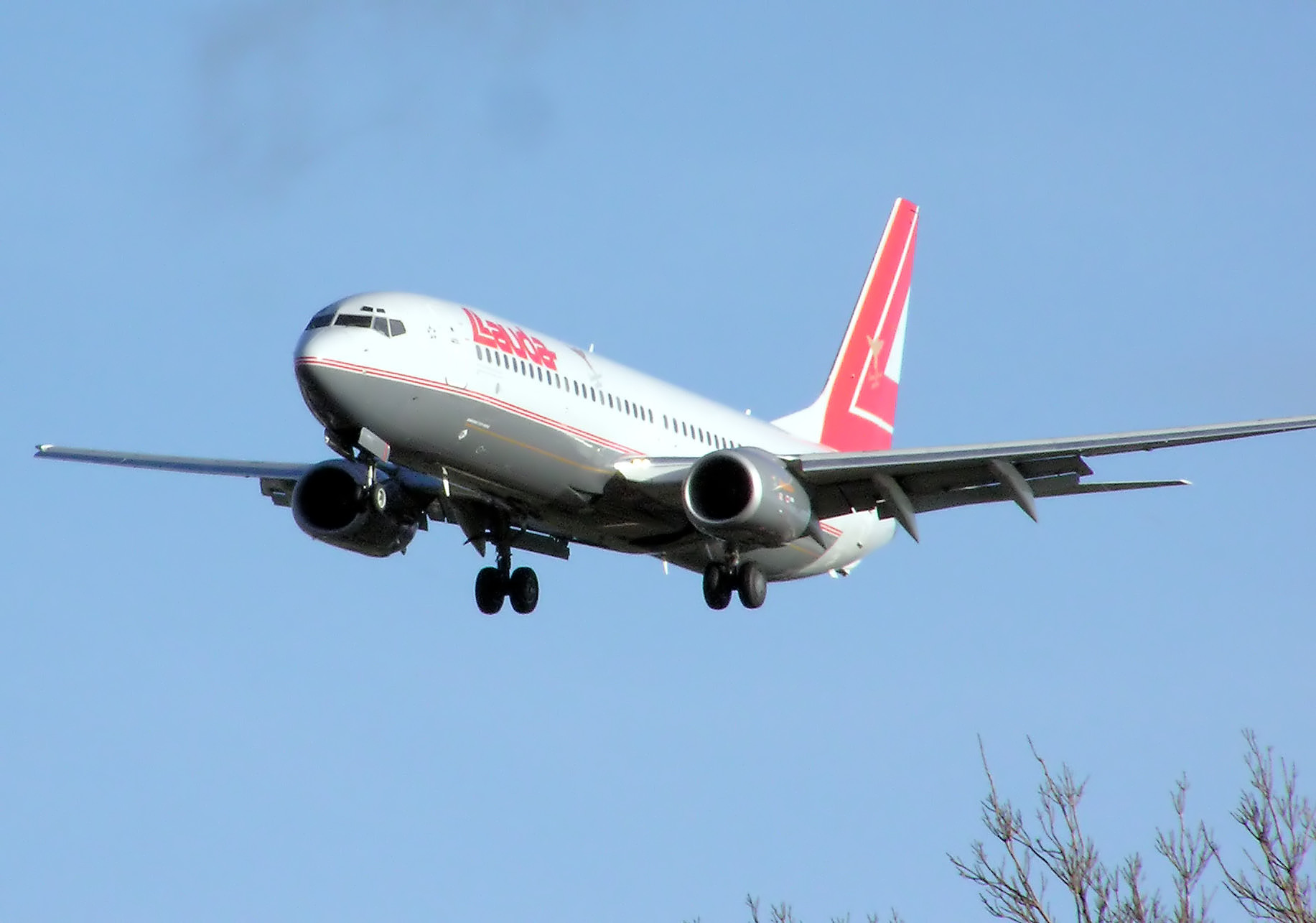
Boeing 737-700 de Lauda Air.

Lauda Air fue fundada en abril de 1979 por el expiloto y campeón de Fórmula 1, Niki Lauda e inició sus operaciones en 1985 con servicios chárter y de taxi aéreo. La autorización para las operaciones regulares le fue otorgada en 1987 y en 1990 obtuvo la autorización para realizar vuelos internacionales. En 1989 Lauda Air inició su primer vuelo de largo alcance desde Viena a Sídney y Melbourne vía Kuala Lumpur. Le siguieron vuelos diarios a Miami vía Múnich, a Dubái y a Cuba.
Se convirtió en una subsidiaria propiedad en un 100% de Austrian Airlines en diciembre de 2000 y en mazo de 2007 contaba con 35 empleados. En el 2005 las operaciones de vuelo fueron absorbidas por Austrian Airlines, y Lauda Air es utilizada en la actualidad como la marca que opera los vuelos chárter de Austrian Airlines Group.
Niki Lauda ha iniciado con posterioridad una nueva aerolínea denominada Niki. Por su parte Austrian Airlines Group tomará la decisión de integrar toda la flota de Lauda Air Charter Flight al común diseño de Austrian Airlines o no, a principios de 2007. Los objetivos serían para identificarse como una única aerolínea (simplicidad) y para evitar la publicidad de la nueva aerolínea de Niki Lauda. Esto significaría la total desaparición de Lauda Air.
Durante una reunión en noviembre de 2006 fue aprobado un plan que contempla el retiro de la flota de fuselaje ancho de Airbus para mediados del 2007, para concentrarse en una flota de Boeing 767 y Boeing 777. Como resultado de la subsecuente reducción de la flota, Austrian Airlines está suspendiendo algunos servicios de largo alcance y Lauda Air está por retirarse del mercado de vuelos chárter de largo alcance durante el próximo año.

## Antiguos destinos
| Países                 | Destinos           | Aeropuertos                                                         |
| África                 | África             | África                                                              |
| ---------------------- | ------------------ | ------------------------------------------------------------------- |
| Egipto                 | Hurgada            | Aeropuerto Int. de Hurghada                                         |
| Egipto                 | Luxor              | Aeropuerto Int. de Luxor                                            |
| Egipto                 | Sharm el-Sheij     | Aeropuerto Int. de Sharm el-Sheij                                   |
| Maldivas               | Malé               | Aeropuerto Int.de Malé                                              |
| América                |                    |                                                                     |
| Brasil                 | Maceió             | Aeropuerto Int. Zumbi dos Palmares                                  |
| Estados Unidos         | Los Ángeles        | Aeropuerto Int. de Los Ángeles                                      |
| Estados Unidos         | Miami              | Aeropuerto Int. de Miami                                            |
| México                 | Cancún             | Aeropuerto Int. de Cancún                                           |
| Costa Rica             | San José           | Aeropuerto Internacional Juan Santamaria                            |
| Asia                   |                    |                                                                     |
| Emiratos Árabes Unidos | Dubái              | Aeropuerto Int. de Dubái                                            |
| Hong Kong              | Hong Kong          | Aeropuerto Int.de Hong Kong (desde 1998)                            |
| Hong Kong              | Hong Kong          | Aeropuerto Int. Kai Tak (hasta 1998)                                |
| Indonesia              | Bali               | Aeropuerto Int. Ngurah Rai                                          |
| Malasia                | Kuala Lumpur       | Aeropuerto Int. de Kuala Lumpur                                     |
| Sri Lanka              | Colombo            | Aeropuerto Int. Bandaranaike                                        |
| Tailandia              | Bangkok            | Aeropuerto Int. Don Mueang                                          |
| Tailandia              | Phuket             | Aeropuerto Int. de Phuket                                           |
| Turquía                | Antalya            | Aeropuerto de Antalya                                               |
| Turquía                | Bodrum             | Aeropuerto de Milas-Bodrum (estacional)                             |
| Turquía                | Dalaman            | Aeropuerto de Dalaman (estacional)                                  |
| Vietnam                | Ciudad Ho Chi Minh | Aeropuerto Int. de Tan Son Nhat                                     |
| Europa                 |                    |                                                                     |
| Alemania               | Düsseldorf         | Aeropuerto Int. de Düsseldorf                                       |
| Alemania               | Fráncfort del Meno | Aeropuerto de Fráncfort del Meno                                    |
| Alemania               | Múnich             | Aeropuerto Int. de Múnich-Franz Josef Strauss                       |
| Austria                | Graz               | Aeropuerto de Graz                                                  |
| Austria                | Innsbruck          | Aeropuerto de Innsbruck                                             |
| Austria                | Linz               | Aeropuerto de Linz                                                  |
| Austria                | Salzburgo          | Aeropuerto de Salzburgo                                             |
| Austria                | Viena              | Aeropuerto de Viena-Schwechat (HUB)                                 |
| Eslovaquia             | Bratislava         | Aeropuerto de Bratislava-Milan Rastislav Štefánik                   |
| España                 | Barcelona          | Aeropuerto de Barcelona-El Prat (estacional)                        |
| España                 | Fuerteventura      | Aeropuerto de Fuerteventura                                         |
| España                 | Lanzarote          | Aeropuerto de Lanzarote César Manrique (estacional)                 |
| España                 | Las Palmas         | Aeropuerto de Gran Canaria                                          |
| España                 | Madrid             | Aeropuerto de Madrid-Barajas                                        |
| España                 | Málaga             | Aeropuerto de Málaga-Costa del Sol (estacional)                     |
| España                 | Tenerife           | Aeropuerto de Tenerife Sur-Reina Sofía                              |
| Francia                | Niza               | Aeropuerto de Niza-Costa Azul                                       |
| Francia                | París              | Aeropuerto de París-Charles de Gaulle                               |
| Grecia                 | Cefalonia          | Aeropuerto Int. de Cefalonia (estacional)                           |
| Grecia                 | Corfú              | Aeropuerto Int. de Corfú Ioannis Kapodistrias (estacional)          |
| Grecia                 | Cos                | Aeropuerto Int. de Kos-Hipócrates (estacional)                      |
| Grecia                 | Heraclión          | Aeropuerto Int. de Heraclión Nikos Kazantzakis (estacional)         |
| Grecia                 | Kárpazos           | Aeropuerto Nac. de la Isla de Kárpazos (estacional)                 |
| Grecia                 | Kavala             | Aeropuerto Int. de Kavala (estacional)                              |
| Grecia                 | La Canea           | Aeropuerto Int. de La Canea (estacional)                            |
| Grecia                 | Míconos            | Aeropuerto Nac. de Míconos (estacional)                             |
| Grecia                 | Mitilene           | Aeropuerto Int. de Mitilene Odysseas Elytis (estacional)            |
| Grecia                 | Préveza            | Aeropuerto Nac. de Aktion (estacional)                              |
| Grecia                 | Rodas              | Aeropuerto Int. de Rodas-Diágoras (estacional)                      |
| Grecia                 | Salónica           | Aeropuerto Int. Macedonia (estacional)                              |
| Grecia                 | Samos              | Aeropuerto Int. de Samos-Aristarco (estacional)                     |
| Grecia                 | Santorini          | Aeropuerto Nac. de Santorini (estacional)                           |
| Grecia                 | Scíathos           | Aeropuerto Int. de Scíathos - Alexandros Papadiamantis (estacional) |
| Grecia                 | Volos              | Aeropuerto Int. de Volos - Nea Anchialos (estacional)               |
| Grecia                 | Zacinto            | Aeropuerto Int. de Zante Dionysios Solomos (estacional)             |
| Islandia               | Reikiavik          | Aeropuerto Int. de Keflavík (estacional)                            |
| Irlanda                | Dublín             | Aeropuerto de Dublín (estacional)                                   |
| Italia                 | Cagliari           | Aeropuerto de Cagliari-Elmas                                        |
| Italia                 | Catania            | Aeropuerto de Catania-Fontanarossa (estacional)                     |
| Italia                 | Milán              | Aeropuerto de Milán-Malpensa                                        |
| Italia                 | Nápoles            | Aeropuerto de Nápoles-Capodichino (estacional)                      |
| Italia                 | Olbia              | Aeropuerto de Olbia-Costa Smeralda                                  |
| Italia                 | Roma               | Aeropuerto de Roma-Fiumicino                                        |
| Italia                 | Tortolì            | Aeropuerto de Tortolì-Arbatax                                       |
| Portugal               | Faro               | Aeropuerto de Faro (estacional)                                     |
| Portugal               | Funchal            | Aeropuerto de Madeira (estacional)                                  |
| Portugal               | Lisboa             | Aeropuerto de Lisboa                                                |
| Reino Unido            | Londres            | Aeropuerto de Londres-Gatwick                                       |
| Reino Unido            | Londres            | Aeropuerto de Londres-Heathrow                                      |
| Reino Unido            | Mánchester         | Aeropuerto de Mánchester                                            |
| Oceanía                |                    |                                                                     |
| Australia              | Melbourne          | Aeropuerto Int. Tullamarine                                         |
| Australia              | Sídney             | Aeropuerto Int. Kingsford Smith                                     |

## Antigua flota

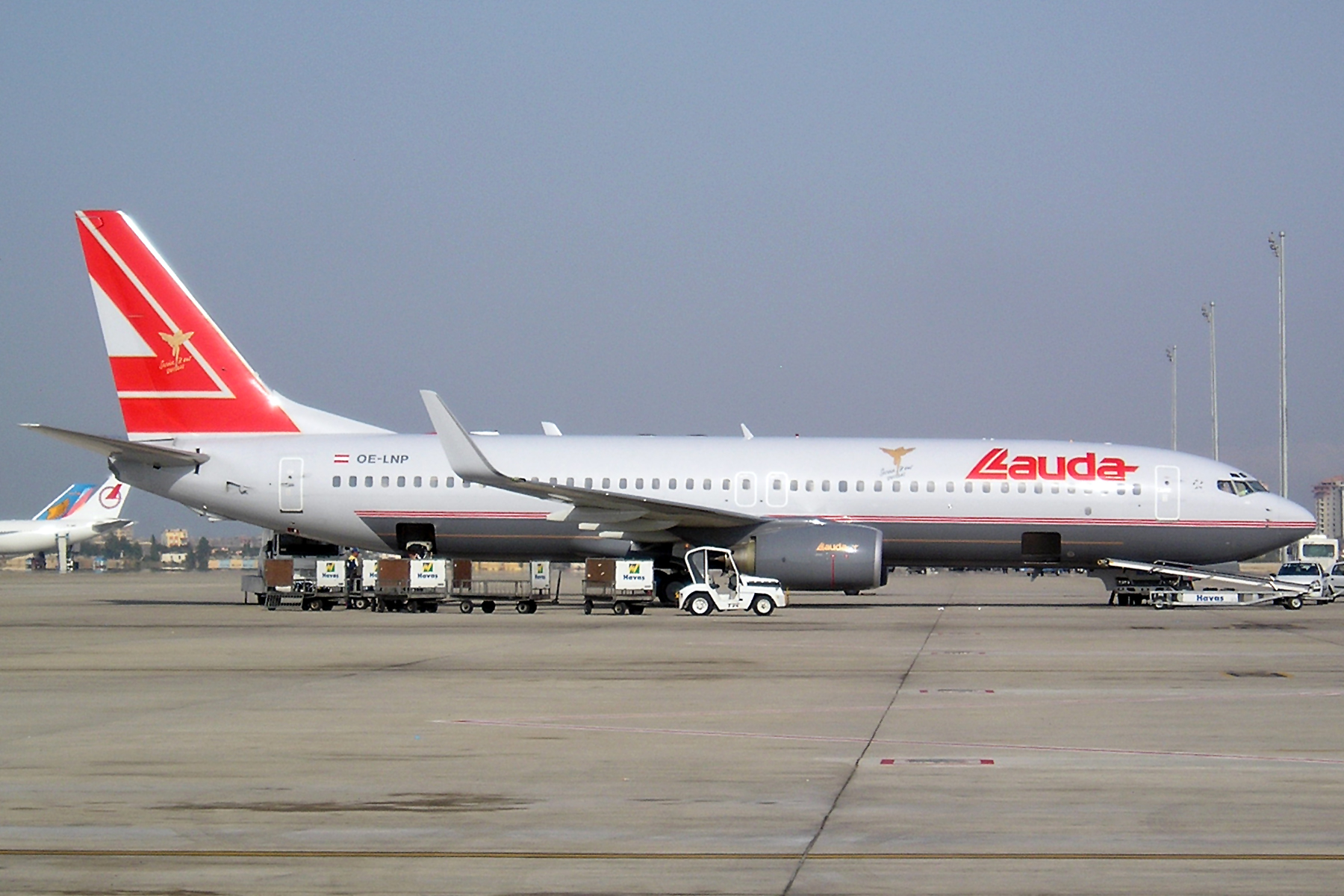
Boeing 737-800 de Lauda Air.

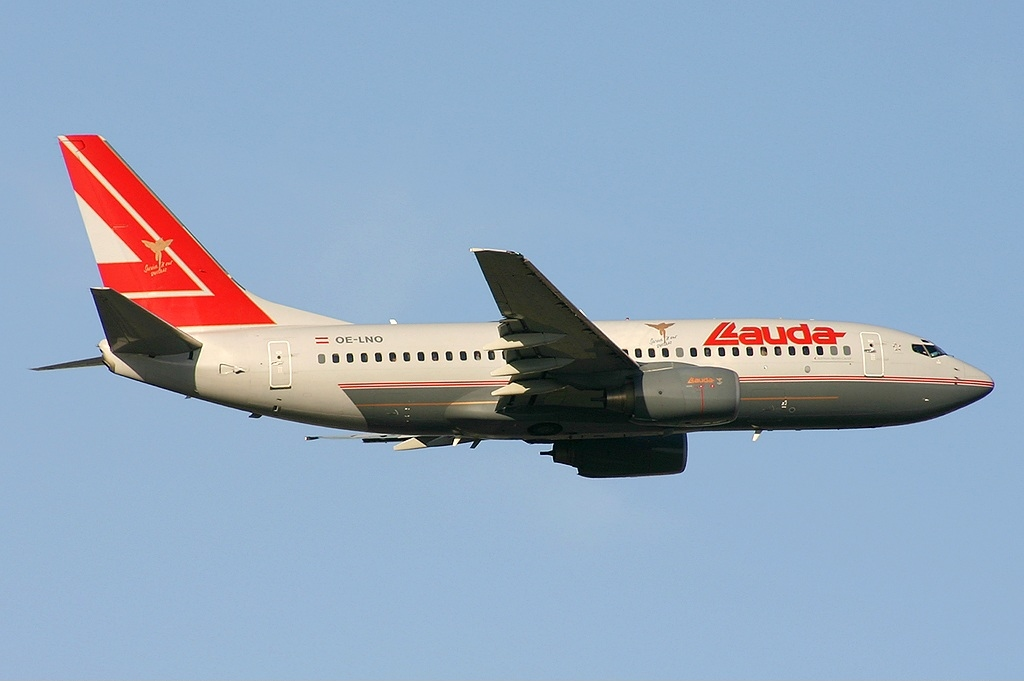
Un Boeing 737-700 de Lauda Air.

La flota de Lauda Air incluyó las siguientes aeronaves:
| Aeronaves             | Total | Introducido | Retirado | Matrículas                                                                              |
| --------------------- | ----- | ----------- | -------- | --------------------------------------------------------------------------------------- |
| Airbus A320-200       | 2     | 2005        | 2008     | OE-LBQ y OE-LBR                                                                         |
| BAC 1-11              | 2     | 1985        | 1986     | OE-ILC y OE-ILD                                                                         |
| Boeing 737-200        | 1     | 1985        | 1988     | OE-ILE                                                                                  |
| Boeing 737-300        | 2     | 1988        | 2005     | OE-ILF y OE-ILG                                                                         |
| Boeing 737-400        | 3     | 1993        | 2005     | OE-LNI, 9M-MQO y OE-LNH                                                                 |
| Boeing 737-600        | 2     | 2000        | 2009     | OE-LNL y OE-LNM                                                                         |
| Boeing 737-700        | 2     | 2001        | 2010     | OE-LNN y OE-LNO                                                                         |
| Boeing 737-800        | 7     | 1998        | 2012     | OE-LNJ, OE-LNP, OE-LNQ, OE-LNR, OE-LNS, OE-LNT y OE-LNK                                 |
| Boeing 767-300        | 11    | 1989        | 2007     | F-GHGF, F-GHGG, OE-LAE, OE-LAS, OE-LAT, OE-LAU, OE-LAV, OE-LAW, OE-LAX, OE-LAY y OE-LAZ |
| Boeing 777-200        | 3     | 1997        | 2005     | OE-LPA, OE-LPB y OE-LPC                                                                 |
| Bombardier CRJ-100    | 11    | 1994        | 2004     | C-GBBY, F-GLIZ, OE-LRA, OE-LRB, OE-LRC, OE-LRD, OE-LRE, OE-LRF, OE-LRG, OE-LRH y OE-LRQ |
| Dassault Falcon 20    | 3     | 1981        | 1998     | OE-GCR, OE-GLL y OE-GLF                                                                 |
| Fokker F27 Friendship | 3     | 1979        | 1982     | OE-HLA, F-GCPA y OE-ILB                                                                 |
| Learjet 36            | 1     | 1984        | 1994     | OE-GNL                                                                                  |
| Learjet 60            | 2     | 2000        | 2004     | OE-GII y OE-GNL                                                                         |

Lauda Air le ha puesto nombres a sus aeronaves en homenaje a notables celebridades, incluyendo: Freddie Mercury, Falco, George Harrison, Gregory Peck, Frank Zappa, Miles Davis y Kurt Cobain para su flota de 737-800, y Ray Charles y Frida Kahlo a su flota de A320.

## Incidentes y accidentes
- El 26 de mayo de 1991, el Vuelo 004 de Lauda Air, operado por una aeronave Boeing 767-300, un fallo en una válvula del Inversor N.º 2 causó que se activara en el aire dicho inversor, precipitándose sobre un parque nacional de Tailandia, causando la muerte de 223 personas.